# Sean McNamara

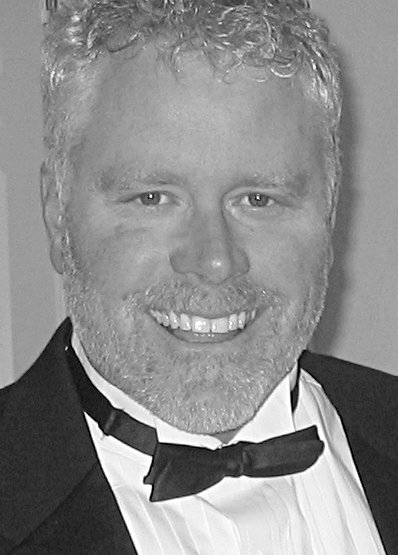
Sean McNamara (2007)

Sean McNamara (* 9. Mai 1963 in Burbank, Kalifornien) ist ein US-amerikanischer Filmregisseur, Produzent, Schauspieler und Drehbuchautor.

## Leben
Sean McNamara begann seine berufliche Karriere als Soundtechniker. Unter anderem kümmerte er sich 1981 um den Ton bei Ronald Reagans Amtseinführung. Er gründete später die Filmproduktionsgesellschaft Brookwell McNamara Entertainment, die für MTVs The N, Nickelodeon, den Disney Channel und Cartoon Network produziert. Es folgten die Casper-Fortsetzungen Casper – Wie alles begann (1997) und Casper trifft Wendy (1998) sowie Regiearbeiten für Fernsehserien wie Eben ein Stevens und die Filmadaption Die Stevens schlagen zurück (2003) und Raven blickt durch.
Er drehte außerdem das Sportdrama The Miracle Season (2018) sowie die Literaturverfilmung The King’s Daughter (2022). Derzeit befindet sich ein Biopic über Ronald Reagan in der Postproduktion.

## Privatleben
Sean McNamara ist katholisch und definiert sich auch als katholischer Filmemacher, der die christlichen Tugenden an seinen Sets lebe.

## Filmografie (Auswahl)
- 1989: Hollywood Chaos
- 1994–1995: Was ist los mit Alex Mack? (The Secret World of Alex Mack) (Fernsehserie)
- 1996: Galgameth – Das Ungeheuer des Prinzen (Galgameth)
- 1997: Casper – Wie alles begann (Casper: A Spirited Beginning)
- 1998: Casper trifft Wendy (Caspar Meets Wendy)
- 1998: Ninja Kids – Mission Freizeitpark (3 Ninjas: High Noon at Mega Mountain)
- 1999: Fünf Freunde in geheimer Mission (P.U.N.K.S.)
- 1999: Projekt: Baumhausgeisel (Treehouse Hostage)
- 2000–2003: Eben ein Stevens (The Even Stevens)
- 2001: Race to Space – Mission ins Unbekannte (Race to Space)
- 2003: Die Stevens schlagen zurück (The Even Stevens Movie)
- 2003–2005: Raven blickt durch (That's So Raven) (Fernsehserie)
- 2004: Phil aus der Zukunft (Phil of the Future) (Pilotfilm)
- 2004: Raise Your Voice – Lebe deinen Traum (Raise Your Voice)
- 2006: Liebe und Eis 2 (The Cutting Edge: Going for the Gold)
- 2007: Bratz
- 2011: Zack & Cody – Der Film (The Suite Life Movie)
- 2011–2012: Karate-Chaoten (Kickin' It)
- 2013: Space Warriors – Das verrückte Weltraumcamp (Space Warriors)
- 2015: Spare Parts
- 2015: North & South – Die Schlacht bei New Market (Field of Lost Shoes)
- 2015: Ein Heiratsantrag zu Weihnachten (Just in Time for Christmas)
- 2018: The Miracle Season
- 2020: Cats & Dogs 3 – Pfoten vereint! (Cats & Dogs 3: Paws Unite)
- 2022: The King’s Daughter
- 2023: On a Wing and a Prayer – Gefahr am Horizont (On a Wing and a Prayer)
- 2024: Reagan

## Auszeichnungen
| Jahr | Award              | Kategorie                      | für                 | Resultat  |
| ---- | ------------------ | ------------------------------ | ------------------- | --------- |
| 2001 | Daytime Emmy Award | Best International             | Eben ein Stevens    | Nominiert |
| 2002 | BAFTA              | Best International             | Eben ein Stevens    | Gewonnen  |
| 2002 | Daytime Emmy Award | Best International             | Eben ein Stevens    | Nominiert |
| 2003 | Daytime Emmy Award | Best International             | Eben ein Stevens    | Nominiert |
| 2005 | Primetime Emmy     | Outstanding Children’s Program | Raven blickt durch  | Nominiert |
| 2023 | Goldene Himbeere   | Schlechtester Film             | The King’s Daughter | Nominiert |